# Uttu
Uttu era la dea della tessitura nella mitologia sumera, figlia di Enki e di Ninkurra. Veniva rappresentata come un ragno tessitore, colei che tesseva la rete della vita.
Secondo il mito più diffuso, Enki cerca di sedurre Uttu ma senza successo. In seguito Uttu si consulta con Ninhursag ('la sposa di Enki'), mettendola in guardia sulla natura capricciosa e promiscua del padre. In un'altra versione del mito, Uttu viene sedotta e messa incinta da Enki, ma Ninhursang rimosse il seme di Enki dal grembo di Uttu e lo seminò nella terra, dalla quale germinarono otto piante. In seguito le otto piante vennero mangiate da Enki e da esse nacquero otto divinità minori, così come raccontato nel mito di Enki e Ninhursag.
Uttu viene spesso confusa con Utu, la divinità maschile del sole.